# Kroki

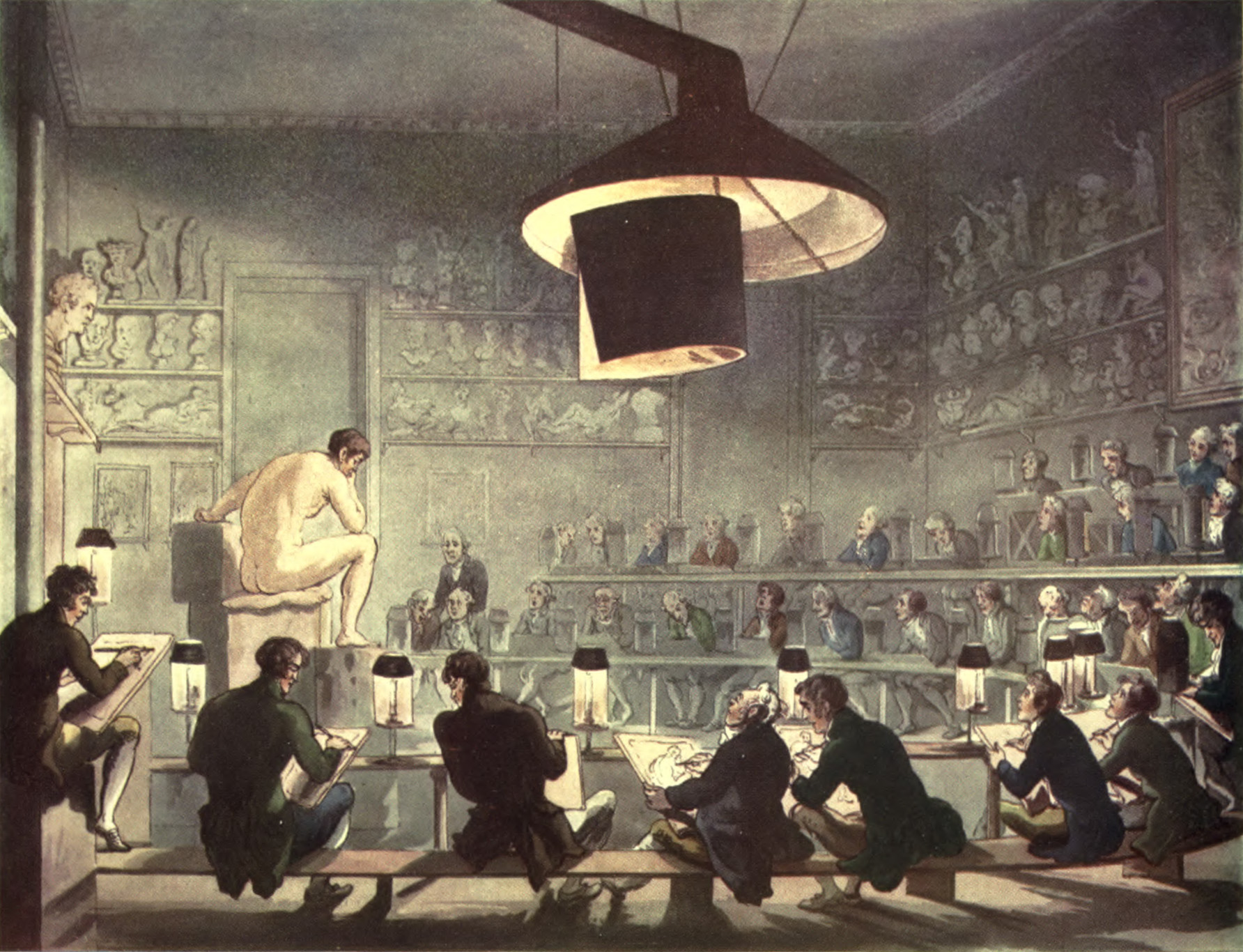
Kroki på Royal Academy 1808.

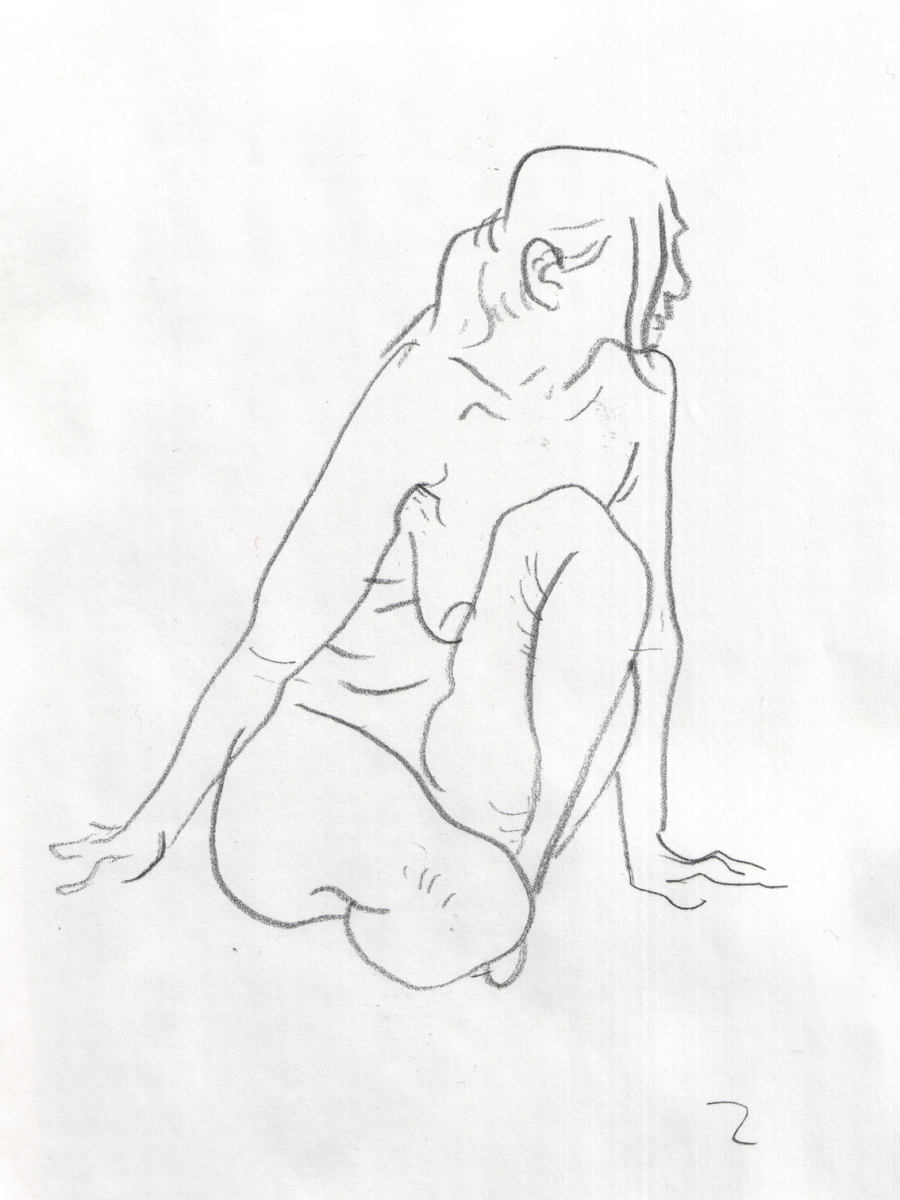

Kroki (av franska croquis ’skiss’) är en skissartad teckning efter levande modell. Krokiteckning har utgjort en central roll inom konstnärlig utbildning då studiet av människokroppen varit centralt inom den västerländska konsten. Krokiteckning innebär oftast ett snabbare studium av kroppen, för att snabbt skissa upp de viktigaste aspekterna av en ställning eller en rörelse.